# Leprechaun 5
Leprechaun 5 (Leprechaun: In the Hood) è un film direct-to-video commedia horror del 2000 diretto da Rob Spera, con Warwick Davis sempre nel ruolo del leprecano. Il film è il quinto capitolo della saga di Leprechaun.
Come i suoi due predecessori, il film venne distribuito in formato direct-to-video. In Italia, come tutti gli altri capitoli della serie, è stato distribuito in DVD.

## Trama
Due svaligiatori afroamericani, di cui uno di loro è un pappone di nome Mack Daddy O'Nassis, irrompono in una stanza vuota, piena di oggetti d'oro, in cui è presente anche una statua rappresentante un leprecauno. O'Nassis ruba un flauto dorato e ordina al suo compagno di prendere gli altri oggetti. L'uomo sta per eseguire l'ordine, ma poi nota un medaglione dorato al collo della statua. L'uomo glielo toglie, ma improvvisamente la statua prende vita e uccide lo svaligiatore. Dopo molti tentativi di resistenza, O'Nassis riesce a far rimettere il medaglione al leprecauno, il quale si tramuta nuovamente in pietra.
Vent'anni dopo, a Los Angeles, tre aspiranti rapper afroamericani, Postmaster P., Stray Bullet e Butch, tentano, senza successo, di trovare soldi per riparare il loro mixer vendendo una chitarra che, secondo loro, sarebbe appartenuta a Jimi Hendrix. Dopo un po', mentre sono in giro, notano O'Nassis, che col tempo è diventato un famoso produttore discografico di musica hip hop. O'Nassis da un passaggio ai tre ragazzi nella sua limousine e li invita nel suo studio discografico con l'intento di ascoltare la registrazione fatta dai tre aspiranti rapper. L'uomo, però, non è entusiasta, ma dice ai tre ragazzi che può aiutarli a migliorare ad una sola condizione: che loro scrivano canzoni con tematiche riguardo alla violenza, alla misoginia, alla volgarità, alla droga, al razzismo, allo stupro, all'omicidio e all'omofobia. I tre ragazzi non accettano e, mentre O'Nassis è al telefono, Butch nota che sopra la scrivania del produttore c'è una statua raffigurante un leprecauno, ma O'Nassis li caccia fuori dal suo studio.
Dopo esser stati cacciati, Stray Bullet propone ai suoi due compagni di irrompere nello studio di O'Nassis e di rubare il medaglione appeso al collo della statua per poi venderlo e comprarsi un nuovo mixer. Inizialmente Postmaster P. e Butch sono in disaccordo, ma poi accettano la proposta dell'amico. Quella notte, i tre ragazzi irrompono nella casa di O'Nassis con l'intento di derubarlo, ma improvvisamente il produttore arriva e li scopre. Stray Bullet riesce a sparare un colpo all'uomo e nella confusione rubano tutti gli oggetti d'oro, tra cui il medaglione della statua e il flauto dorato che O'Nassis tiene gelosamente con sé. I tre tentano di scappare, ma la statua raffigurante il leprecauno prende improvvisamente vita, sebbene non riesce a fare in tempo di attaccarli in quanto i tre ragazzi si difendono subito sparandogli per poi fuggire. Intanto O'Nassis era riuscito a sopravvivere in quanto la pallottola era rimbalzata su uno dei suoi ciondoli, e anche il leprecauno è riuscito a sopravvivere, facendo fuggire l'uomo.
O'Nassis, poi, si rifugia in un bar e chiama i rinforzi. Però, mentre è in bagno a fumarsi una canna di marijuana, viene attaccato dal leprecauno. Quest'ultimo, però, è attratto dall'aroma della canna e l'uomo ne approfitta per tentare di attaccarlo, ma invano, infatti la creatura gli stacca facilmente un dito. O'Nassis scappa e il leprecauno uccide poi il barista del locale. Il giorno dopo Stray Bullet, Postmaster P. e Butch usano gli oggetti d'oro che avevano rubato ad O'Nassis per comprare un nuovo mixer e Postmaster P. decide, per curiosità, di suonare il flauto dorato, ma non sa che il flauto ha il potere di controllare le persone che ascoltano la musica che produce. Intanto il leprecauno, sentendo la musica del flauto, decide di escogitare un piano per riaverlo. Quella notte Jackie Dee, il proprietario del negozio di musica che aveva venduto il nuovo mixer ai tre protagonisti, viene ucciso dal leprecauno che era riuscito a farlo avvicinare con un inganno. Nel frattempo i tre ragazzi vengono raggiunti e attaccati da O'Nassis, ma riescono a fuggire. Intanto il leprecauno uccide il proprietario di un ristorante in cui i tre protagonisti avevano avuto un ingaggio.
I tre ragazzi riescono poi ad esibirsi dal vivo, ma Postmaster P. è ancora preoccupato riguardo alla faccenda di O'Nassis che rivuole indietro il flauto dorato. Dopo i tre ragazzi scoprono che il leprecauno era entrato nel palazzo dove si erano esibiti e scoprono che ha ucciso il proprietario del palazzo. I tre tentano di disfarsi della creatura dandogli fuoco per poi fuggire. Stray Bullet, Butch e Postmaster P. si rifugiano a casa della nonna di quest'ultimo e scoprono il potere del flauto dorato. Il giorno dopo i tre si rifugiano in una chiesa e lì ricevono un ingaggio come cantanti durante la messa, ma i fedeli escono dalla chiesa indignati a causa del "linguaggio scurrile" usato nella loro canzone, però Postmaster P. li fa ritornare indietro usando il flauto magico dorato. I tre ragazzi riprendono a cantare e vengono notati dal rapper Coolio. Dopo l'esibizione O'Nassis raggiunge la chiesa, i tre riescono nuovamente a fuggire, ma anche il leprecauno è riuscito a raggiungerli e cerca di attaccarli. I tre fuggono, ma si ritrovano con le spalle al muro quando sono minacciati sia da O'Nassis sia dal leprecauno. Quest'ultimo uccide la guardia del corpo di O'Nassis e tenta di attaccare i tre ragazzi. Loro riescono però a fuggire e rinchiudono il leprecauno dentro una cassaforte. La creatura, però, convoca una ragazza afroamericana che aveva ipnotizzato tempo prima e quest'ultima lo libera. Il leprecauno, una volta libero, uccide il reverendo della chiesa.
Nel frattempo i tre ragazzi si esibiscono con successo in un locale e vengono finalmente notati da un produttore discografico. I tre ragazzi, però, vengono attaccati da tre ragazze ipnotizzate dal leprecauno, accompagnate dalla creatura stessa. Minacciati dal leprecauno, Postmaster P. è costretto a restituire il flauto alla creatura e quest'ultimo, prima di andarsene, uccide Stray Bullet. Il giorno dopo Postmaster P. e Butch, disperati a causa della morte del loro amico, decidono di andare a caccia del leprecauno per poi riprendere il flauto. I due, travestiti da donne per non farsi riconoscere, scoprono dalle ragazze ipnotizzate dove si nasconde il leprecauno. I due riescono a far sedare temporaneamente la creatura facendogli fumare con l'inganno uno spinello fatto con foglie di quadrifoglio (secondo la leggenda i leprecauni perdono temporaneamente le loro capacità se sono a contatto con un quadrifoglio). Dopo aver recuperato il flauto, i due fuggono, ma Butch viene colpito da un proiettile sparato da O'Nassis. Disperato a causa della morte dell'amico e in preda alla rabbia, Postmaster P. uccide apparentemente O'Nassis sparandogli. Il ragazzo, però, viene attaccato dal leprecauno, ma O'Nassis, che era sopravvissuto, stende il leprecauno sbattendogli in testa una sedia, ma sfortunatamente la creatura sopravvive e uccide l'uomo. Con l'ultimo sforzo di vita, però, O'Nassis, prima di morire, lancia il medaglione che finisce sul collo del leprecauno.
Il film finisce con Postmaster P. che finalmente riesce a sfondare nel mondo dell'hip hop, ma si scopre che in realtà c'è riuscito perché era stato ipnotizzato dal leprecauno. Infatti quest'ultimo non si era tramutato in pietra come tutti pensavano quando il medaglione gli era finito sul collo, ma era riuscito ad evitarlo. Infine il leprecauno, accompagnato dalle sue ragazze ipnotizzate, canta un rap da lui intitolato Lep in da Hood mentre scorrono i titoli di coda.

## Curiosità
- Nell'originale, nella scena in cui i tre aspiranti rapper incontrano per la prima volta il leprecauno, uno dei tre ragazzi definisce la creatura "Chucky in crack" (ovvero "Chucky sotto effetto di crack"), facendo riferimento alla bambola antagonista della saga de La bambola assassina. Questo riferimento è stato omesso nel doppiaggio italiano[1].
- Nella scena in cui i tre protagonisti cantano in chiesa, il rapper statunitense Coolio fa un breve cameo interpretando se stesso.
- Nel doppiaggio italiano è stato omesso anche un riferimento a Tiger Woods fatto dal leprecauno.
- Il body count del film è di dieci persone.